# アンドレ・ザ・ジャイアント 対 スタン・ハンセン戦
アンドレ・ザ・ジャイアント 対 スタン・ハンセン戦（アンドレザジャイアント たい スタンハンセンせん）は、1981年9月23日に東京の田園コロシアムで行われたプロレスの試合である。
主催の新日本プロレスに参戦する巨漢外国人トップレスラー同士による肉弾戦は、名勝負として長く語り継がれている。
この試合でハンセンはアンドレをボディスラムで投げた史上5人目のプロレスラーとなった。また漫画家徳光康之は1993年発行の別冊宝島「プロレス名勝負読本」にこの試合に関するコラムを寄稿しており、そこでは古舘伊知郎が中継アナウンサーであったことを述懐している。